# Dreamers
〈Dreamers〉(드리머스)는 대한민국의 가수 정국의 노래이며, 카타르의 가수 파하드 알 쿠바이시가 피처링을 맡았다. 2022년 FIFA 월드컵 앨범 수록곡이다. 영국 싱글 차트 4위까지 올랐다.